# Pilimpikou
Pilimpikou è un dipartimento del Burkina Faso classificato come comune, situato nella Provincia di Passoré, facente parte della Regione del Nord.
Il dipartimento si compone del capoluogo e di altri 7 villaggi: Dana, Kona, Lantaga, Nibiella, Rakounga, Sandia e Silmiougou.